# Danh sách đơn vị hành chính cấp hương của Vân Nam

## Vân Nam

### Côn Minh
| Thành phố cấp địa khu Côn Minh quản lí 14 đơn vị hành chính cấp huyện, trong đó quản lí trực tiếp 7 quận, 3 huyện, 3 huyện tự trị và quản lí đại thể 1 thành phố cấp huyện. Các đơn vị hành chính cấp huyện này được chia thành 138 đơn vị hành chính cấp hương, bao gồm 79 nhai đạo, 43 trấn, 12 hương và 4 hương dân tộc. | |
| Ngũ Hoa | Nhai đạo |
| Ngũ Hoa | Hoa Sơn, Hộ Quốc, Đại Quan, Long Tường, Phong Ninh, Liên Hoa, Hồng Vân, Hắc Lâm Phô, Phổ Cát, Tây Chứ                        |
| Bàn Long | Nhai đạo |
| Bàn Long | Thác Đông, Cổ Lâu, Đông Hoa, Liên Minh, Kim Thần, Thanh Vân, Long Tuyền, Tỳ Bá, Song Long, Tùng Hoa, Điền Nguyên, A Tử Doanh |
| Quan Độ | Nhai đạo |
| Quan Độ | Quan Thượng, Thái Hòa, Ngô Tỉnh, Kim Mã, Tiểu Bản Kiều, Quan Độ, Hĩ Lục, Lục Giáp, Đại Bản Kiều, A Lạp                       |
| Tây Sơn | Nhai đạo |
| Tây Sơn | Tây Uyển, Mã Nhai, Kim Bích, Vĩnh Xương, Tiền Vệ, Phúc Hải, Tông Thụ Doanh, Bích Kê, Hải Khẩu, Đoàn Kết                      |
| Đông Xuyên | Nhai đạo |
| Đông Xuyên | Đồng Đô, Bích Cốc |
| Đông Xuyên | Trấn |
| Đông Xuyên | Thang Đan, Nhân Dân, A Vượng, Ô Long, Hồng Thổ Địa, Tha Bố Tạp                                                               |
| Đông Xuyên | Hương |
| Đông Xuyên | Xá Khối |
| Trình Cống | Nhai đạo |
| Trình Cống | Long Thành, Lạc Long, Đấu Nam, Ô Long, Ngô Gia Doanh, Vũ Hoa, Thất Điện, Lạc Dương, Đại Ngư, Mã Kim Phô                      |
| Tấn Ninh | Nhai đạo |
| Tấn Ninh | Côn Dương, Bảo Phong |
| Tấn Ninh | Trấn |
| Tấn Ninh | Tấn Thành, Nhị Nhai, Thượng Toán, Lục Nhai                                                                                   |
| Tấn Ninh | Hương dân tộc |
| Tấn Ninh | Song Hà, Tịch Dương |
| Phú Dân | Nhai đạo |
| Phú Dân | Vĩnh Định, Đại Doanh |
| Phú Dân | Trấn |
| Phú Dân | La Miễn, Xích Thứu, Đông Thôn, Khoản Trang, Tán Đán                                                                          |
| Nghi Lương | Nhai đạo |
| Nghi Lương | Khuông Viễn, Thang Trì, Nam Dương                                                                                            |
| Nghi Lương | Trấn |
| Nghi Lương | Bắc Cổ Thành, Cẩu Nhai, Trúc Sơn, Mã Nhai                                                                                    |
| Nghi Lương | Hương dân tộc |
| Nghi Lương | Cảnh Gia Doanh, Cửu Hương |
| Tung Minh | Nhai đạo |
| Tung Minh | Tung Dương, Dương Kiều |
| Tung Minh | Trấn |
| Tung Minh | Tiểu Nhai, Dương Lâm, Ngưu Lan Giang                                                                                         |
| Thạch Lâm | Nhai đạo |
| Thạch Lâm | Lộc Phụ, Thạch Lâm, Bản Kiều                                                                                                 |
| Thạch Lâm | Trấn |
| Thạch Lâm | Tây Nhai Khẩu, Trường Hồ, Khuê Sơn                                                                                           |
| Thạch Lâm | Hương |
| Thạch Lâm | Đại Khả |
| Lộc Khuyến | Nhai đạo |
| Lộc Khuyến | Bình Sơn, Sùng Đức |
| Lộc Khuyến | Trấn |
| Lộc Khuyến | Tát Doanh Bàn, Chuyển Long, Mậu Sơn, Đoàn Nhai, Trung Bình, Hiểu Bình Độ, Ô Đông Đức, Thúy Hoa, Cửu Long                     |
| Lộc Khuyến | Hương |
| Lộc Khuyến | Vân Long, Thang Lang, Mã Lộc Đường, Tắc Hắc, Ô Mông, Tuyết Sơn                                                               |
| Tầm Điện | Nhai đạo |
| Tầm Điện | Nhân Đức, Đường Tử, Kim Sở                                                                                                   |
| Tầm Điện | Trấn |
| Tầm Điện | Dương Nhai, Kha Độ, Thảng Điện, Công Sơn, Hà Khẩu, Thất Tinh, Tiên Phong, Kê Nhai, Phượng Hợp                                |
| Tầm Điện | Hương |
| Tầm Điện | Lục Tiếu, Liên Hợp, Kim Nguyên, Điện Sa                                                                                      |
| An Ninh | Nhai đạo |
| An Ninh | Liên Nhiên, Kim Phương, Bát Nhai, Ôn Tuyền, Thanh Long, Lộc Biểu, Thảo Phô, Thái Bình Tân Thành, Huyền Nhai                  |

### Khúc Tĩnh
| Thành phố cấp địa khu Khúc Tĩnh quản lí 9 đơn vị hành chính cấp huyện, trong đó quản lí trực tiếp 3 quận, 5 huyện và quản lí đại thể 1 thành phố cấp huyện. Các đơn vị hành chính cấp huyện này được chia thành 137 đơn vị hành chính cấp hương, bao gồm 46 nhai đạo, 51 trấn, 32 hương và 8 hương dân tộc. | |
| Kỳ Lân | Nhai đạo |
| Kỳ Lân | Nam Ninh, Kiến Ninh, Bạch Thạch Giang, Liêu Khuếch, Tây Thành, Ích Ninh, Văn Hoa, Thái Hòa, Tiêu Tương, Thúy Phong, Tam Bảo, Duyên Giang, Châu Nhai |
| Kỳ Lân | Trấn |
| Kỳ Lân | Việt Châu, Đông Sơn, Tỳ Doanh |
| Triêm Ích | Nhai đạo |
| Triêm Ích | Tây Bình, Long Hoa, Kim Long, Hoa Sơn |
| Triêm Ích | Trấn |
| Triêm Ích | Bạch Thủy, Bàn Giang |
| Triêm Ích | Hương |
| Triêm Ích | Viêm Phương, Bá Nhạc, Đại Pha, Lăng Giác, Đức Trạch                                                                                                 |
| Mã Long | Nhai đạo |
| Mã Long | Thông Tuyền, Kê Đầu Thôn, Vương Gia Trang, Trương An Truân, Cựu Huyện                                                                               |
| Mã Long | Trấn |
| Mã Long | Mã Quá Hà, Nạp Chương |
| Mã Long | Hương |
| Mã Long | Mã Minh, Đại Trang, Nguyệt Vọng |
| Lục Lương | Nhai đạo |
| Lục Lương | Trung Xu, Đồng Nhạc |
| Lục Lương | Trấn |
| Lục Lương | Bản Kiều, Tam Xóa Hà, Mã Nhai, Triệu Khoa, Đại Mạc, Phương Khoa, Tiểu Bách Hộ                                                                       |
| Lục Lương | Hương |
| Lục Lương | Hoạt Thủy, Long Hải |
| Sư Tông | Nhai đạo |
| Sư Tông | Đan Phượng, Dạng Nguyệt, Đại Đồng |
| Sư Tông | Trấn |
| Sư Tông | Hùng Bích, Quỳ Sơn, Thải Vân, Trúc Cơ |
| Sư Tông | Hương dân tộc |
| Sư Tông | Long Khánh, Ngũ Long, Cao Lương |
| La Bình | Nhai đạo |
| La Bình | La Hùng, Tịch Sơn, Cửu Long |
| La Bình | Trấn |
| La Bình | Bản Kiều, Mã Nhai, Phú Nhạc, A Cương |
| La Bình | Hương |
| La Bình | Đại Thủy Tỉnh, Chung Sơn, Lão Hán |
| La Bình | Hương dân tộc |
| La Bình | Lỗ Bố Cách, Cựu Ốc Cơ, Trường Để |
| Phú Nguyên | Nhai đạo |
| Phú Nguyên | Trung An, Thắng Cảnh |
| Phú Nguyên | Trấn |
| Phú Nguyên | Doanh Thượng, Hoàng Nê Hà, Trúc Viên, Hậu Sở, Đại Hà, Mặc Hồng, Phú Thôn, Thập Bát Liên Sơn, Lão Hán                                                |
| Phú Nguyên | Hương dân tộc |
| Phú Nguyên | Cổ Cảm |
| Hội Trạch | Nhai đạo |
| Hội Trạch | Cổ Thành, Bảo Vân, Kim Chung, Dĩ Lễ, Chung Bình |
| Hội Trạch | Trấn |
| Hội Trạch | Na Cô, Dĩ Xa, Lạc Nghiệp, Khoáng Sơn, Giả Hải, Đại Tỉnh, Đãi Bổ                                                                                     |
| Hội Trạch | Hương |
| Hội Trạch | Đại Hải, Lão Hán, Ngũ Tinh, Đại Kiều, Chỉ Hán, Mã Lộ, Hỏa Hồng, Vũ Lục, Lỗ Nạp, Thượng Thôn, Giá Xa, Điền Bá                                        |
| Hội Trạch | Hương dân tộc |
| Hội Trạch | Tân Nhai |
| Tuyên Uy | Nhai đạo |
| Tuyên Uy | Uyển Thủy, Tây Ninh, Song Long, Hồng Kiều, Phong Hoa, Bản Kiều, Lai Tân, Phượng Hoàng, Phục Hưng                                                    |
| Tuyên Uy | Trấn |
| Tuyên Uy | Cách Nghi, Điền Bá, Dương Tràng, Thảng Đường, Lạc Thủy, Vụ Đức, Hải Đại, Long Tràng, Long Đàm, Nhiệt Thủy, Bảo Sơn, Đông Sơn, Dương Liễu            |
| Tuyên Uy | Hương |
| Tuyên Uy | Phổ Lập, Tây Trạch, Đắc Lộc, Song Hà, Nhạc Phong, Văn Hưng, A Đô                                                                                    |

### Ngọc Khê
| Thành phố cấp địa khu Ngọc Khê quản lí 9 đơn vị hành chính cấp huyện, trong đó quản lí trực tiếp 2 quận, 3 huyện, 3 huyện tự trị và quản lí đại thể 1 thành phố cấp huyện. Các đơn vị hành chính cấp huyện này được chia thành 75 đơn vị hành chính cấp hương, bao gồm 24 nhai đạo, 25 trấn, 16 hương và 10 hương dân tộc. | |
| Hồng Tháp | Nhai đạo                                                                                              |
| Hồng Tháp | Ngọc Hưng, Phượng Hoàng, Ngọc Đái, Bắc Thành, Xuân Hòa, Lý Kỳ, Đại Doanh Nhai, Nghiên Hòa, Cao Thương |
| Hồng Tháp | Hương dân tộc                                                                                         |
| Hồng Tháp | Tiểu Thạch Kiều, Lạc Hà                                                                               |
| Giang Xuyên | Nhai đạo                                                                                              |
| Giang Xuyên | Đại Nhai                                                                                              |
| Giang Xuyên | Trấn                                                                                                  |
| Giang Xuyên | Giang Thành, Tiền Vệ, Cửu Khê, Lộ Cư                                                                  |
| Giang Xuyên | Hương                                                                                                 |
| Giang Xuyên | Hùng Quan                                                                                             |
| Giang Xuyên | Hương dân tộc                                                                                         |
| Giang Xuyên | An Hóa                                                                                                |
| Thông Hải | Nhai đạo                                                                                              |
| Thông Hải | Tú Sơn, Cửu Long                                                                                      |
| Thông Hải | Trấn                                                                                                  |
| Thông Hải | Dương Quảng, Hà Tây, Tứ Nhai, Nạp Cổ                                                                  |
| Thông Hải | Hương dân tộc                                                                                         |
| Thông Hải | Lý Sơn, Cao Đại, Hưng Mông                                                                            |
| Hoa Ninh | Nhai đạo                                                                                              |
| Hoa Ninh | Ninh Châu                                                                                             |
| Hoa Ninh | Trấn                                                                                                  |
| Hoa Ninh | Bàn Khê, Hoa Khê, Thanh Long                                                                          |
| Hoa Ninh | Hương dân tộc                                                                                         |
| Hoa Ninh | Thông Hồng Điện                                                                                       |
| Dịch Môn | Nhai đạo                                                                                              |
| Dịch Môn | Long Tuyền, Lục Nhai                                                                                  |
| Dịch Môn | Trấn                                                                                                  |
| Dịch Môn | Lục Trấp                                                                                              |
| Dịch Môn | Hương                                                                                                 |
| Dịch Môn | Tiểu Nhai                                                                                             |
| Dịch Môn | Hương dân tộc                                                                                         |
| Dịch Môn | Phổ Bối, Thập Nhai, Đồng Hán                                                                          |
| Nga Sơn | Nhai đạo                                                                                              |
| Nga Sơn | Song Giang, Tiểu Nhai                                                                                 |
| Nga Sơn | Trấn                                                                                                  |
| Nga Sơn | Điện Trung, Hóa Niệm, Tháp Điện                                                                       |
| Nga Sơn | Hương                                                                                                 |
| Nga Sơn | Xóa Hà, Đại Long Đàm, Phú Lương Bằng                                                                  |
| Tân Bình | Nhai đạo                                                                                              |
| Tân Bình | Quế Sơn, Cổ Thành                                                                                     |
| Tân Bình | Trấn                                                                                                  |
| Tân Bình | Dương Vũ, Mạc Sa, Kiết Sái, Thủy Đường                                                                |
| Tân Bình | Hương                                                                                                 |
| Tân Bình | Bình Điện, Tân Hóa, Kiến Hưng, Lão Hán, Giả Long, Bình Chưởng                                         |
| Nguyên Giang | Nhai đạo                                                                                              |
| Nguyên Giang | Hồng Hà, Lễ Giang, Cam Trang                                                                          |
| Nguyên Giang | Trấn                                                                                                  |
| Nguyên Giang | Mạn Lai, Nhân Viễn                                                                                    |
| Nguyên Giang | Hương                                                                                                 |
| Nguyên Giang | Long Đàm, Dương Nhai, Na Nặc, Oa Điệt, Mễ Lý                                                          |
| Trừng Giang | Nhai đạo                                                                                              |
| Trừng Giang | Phượng Lộc, Long Nhai                                                                                 |
| Trừng Giang | Trấn                                                                                                  |
| Trừng Giang | Hữu Sở, Dương Tông, Hải Khẩu, Cửu Thôn                                                                |

### Bảo Sơn
| Thành phố cấp địa khu Bảo Sơn quản lí 5 đơn vị hành chính cấp huyện, trong đó quản lí trực tiếp 1 quận, 3 huyện và quản lí đại thể 1 thành phố cấp huyện. Các đơn vị hành chính cấp huyện này được chia thành 71 đơn vị hành chính cấp hương, bao gồm 5 nhai đạo, 35 trấn, 24 hương và 7 hương dân tộc. | |
| Long Dương | Nhai đạo |
| Long Dương | Lan Thành, Vĩnh Xương, Cửu Long, Thanh Hoa, Hà Đồ, Vĩnh Thịnh                                                      |
| Long Dương | Trấn |
| Long Dương | Bản Kiều, Hán Trang, Bồ Phiếu, Ngõa Diêu, Lộ Giang                                                                 |
| Long Dương | Hương |
| Long Dương | Kim Kê, Tân Nhai, Tây Ấp, Bính Ma, Ngõa Độ, Thủy Trại                                                              |
| Long Dương | Hương dân tộc |
| Long Dương | Ngõa Mã, Ngõa Phòng, Dương Liễu, Mang Khoan                                                                        |
| Thi Điện | Trấn |
| Thi Điện | Điện Dương, Do Vượng, Diêu Quan, Nhân Hòa, Thái Bình                                                               |
| Thi Điện | Hương |
| Thi Điện | Vạn Hưng, Tửu Phòng, Cựu Thành, Lão Mạch, Hà Nguyên, Thủy Trường                                                   |
| Thi Điện | Hương dân tộc |
| Thi Điện | Bãi Lang, Mộc Lão Nguyên                                                                                           |
| Long Lăng | Trấn |
| Long Lăng | Long Sơn, Trấn An, Mãnh Nhu, Tịch Mãnh, Tượng Đạt                                                                  |
| Long Lăng | Hương |
| Long Lăng | Long Giang, Bích Trại, Long Tân, Bình Đạt                                                                          |
| Long Lăng | Hương dân tộc |
| Long Lăng | Mộc Thành |
| Xương Ninh | Trấn |
| Xương Ninh | Điền Viên, Mãng Thủy, Kha Nhai, Tạp Tư, Mãnh Thống, Ôn Tuyền, Đại Điền Bá, Kê Phi, Ông Đổ                          |
| Xương Ninh | Hương |
| Xương Ninh | Canh Kiết |
| Xương Ninh | Hương dân tộc |
| Xương Ninh | Loan Điện, Châu Nhai, Cẩu Nhai                                                                                     |
| Đằng Xung | Trấn |
| Đằng Xung | Đằng Việt, Cố Đông, Điền Than, Hầu Kiều, Hòa Thuận, Giới Đầu, Khúc Thạch, Minh Quang, Trung Hòa, Mang Bổng, Hà Hoa |
| Đằng Xung | Hương |
| Đằng Xung | Mã Trạm, Bắc Hải, Thanh Thủy, Ngũ Hợp, Tân Hoa, Bồ Xuyên, Đoàn Điền                                                |

### Chiêu Thông
| Thành phố cấp địa khu Chiêu Thông quản lí 11 đơn vị hành chính cấp huyện, trong đó quản lí trực tiếp 1 quận, 9 huyện và quản lí đại thể 1 thành phố cấp huyện. Các đơn vị hành chính cấp huyện này được chia thành 143 đơn vị hành chính cấp hương, bao gồm 7 nhai đạo, 99 trấn, 23 hương và 14 hương dân tộc. | |
| Chiêu Dương | Nhai đạo |
| Chiêu Dương | Phượng Hoàng, Long Tuyền, Thái Bình |
| Chiêu Dương | Trấn |
| Chiêu Dương | Cựu Phố, Vĩnh Phong, Bắc Áp, Bàn Hà, Tĩnh An, Sái Ngư, Nhạc Cư, Tô Gia Viện, Đại Sơn Bao, Viêm Sơn |
| Chiêu Dương | Hương |
| Chiêu Dương | Tô Giáp, Đại Trại Tử, Điền Bá |
| Chiêu Dương | Hương dân tộc |
| Chiêu Dương | Bố Dát, Thủ Vọng, Tiểu Long Động, Thanh Cương Lĩnh |
| Lỗ Điện | Trấn |
| Lỗ Điện | Văn Bình, Thủy Ma, Long Đầu Sơn, Tiểu Trại, Giang Để, Hỏa Đức Hồng, Long Thụ, Tân Nhai, Toa Sơn, Nhạc Hồng |
| Lỗ Điện | Hương dân tộc |
| Lỗ Điện | Đào Nguyên, Tỳ Viện |
| Xảo Gia | Trấn |
| Xảo Gia | Bạch Hạc Than, Đại Trại, Tiểu Hà, Dược Sơn, Mã Thụ, Lão Điếm, Mậu Tô, Đông Bình, Tân Điếm, Sùng Khê, Kim Đường, Mông Cô                                                                                       |
| Xảo Gia | Hương |
| Xảo Gia | Hồng Sơn, Bao Cốc Não, Trung Trại, Lô Phòng |
| Diêm Tân | Trấn |
| Diêm Tân | Diêm Tỉnh, Phổ Nhĩ, Đậu Sa, Trung Hòa, Miếu Bá, Thị Tử |
| Diêm Tân | Hương |
| Diêm Tân | Hưng Long, Lạc Nhạn, Than Đầu, Ngưu Trại |
| Đại Quan | Trấn |
| Đại Quan | Thúy Hoa, Ngọc Oản, Cát Lợi, Thiên Tinh, Mộc Can, Duyệt Nhạc, Thọ Sơn, Cao Kiều |
| Đại Quan | Hương dân tộc |
| Đại Quan | Thượng Cao Kiều |
| Vĩnh Thiện | Trấn |
| Vĩnh Thiện | Khê Lạc Độ, Cối Khê, Hoàng Hoa, Mậu Lâm, Đại Hưng, Liên Phong, Vụ Cơ, Mã Khẩu |
| Vĩnh Thiện | Hương |
| Vĩnh Thiện | Đoàn Kết, Tế Sa, Thanh Thắng, Thủy Trúc, Mặc Hàn |
| Vĩnh Thiện | Hương dân tộc |
| Vĩnh Thiện | Mã Nam, Ngũ Trại |
| Tuy Giang | Trấn |
| Tuy Giang | Trung Thành, Nam Ngạn, Tân Than, Hội Nghi, Bản Lật |
| Trấn Hùng | Nhai đạo |
| Trấn Hùng | Ô Phong, Nam Đài, Cựu Phủ |
| Trấn Hùng | Trấn |
| Trấn Hùng | Bát Cơ, Hắc Thụ, Mẫu Hưởng, Đại Loan, Dĩ Lặc, Xích Thủy Nguyên, Mang Bộ, Vũ Hà, La Khảm, Ngưu Tràng, Ngũ Đức, Pha Đầu, Dĩ Cổ, Tràng Bá, Đường Phòng, Trung Truân, Mộc Trác, Diêm Nguyên, Oản Hán, Bình Thượng |
| Trấn Hùng | Hương |
| Trấn Hùng | Ngư Động, Hoa Lãng, Tiêm Sơn, Sam Thụ, Hoa Sơn |
| Trấn Hùng | Hương dân tộc |
| Trấn Hùng | Quả Châu, Lâm Khẩu |
| Di Lương | Trấn |
| Di Lương | Giác Khuê, Lạc Trạch Hà, Ngưu Nhai, Hải Tử, Kiều Sơn, Long An, Chung Minh, Lưỡng Hà, Tiểu Thảo Bá, Long Hải                                                                                                   |
| Di Lương | Hương dân tộc |
| Di Lương | Long Nhai, Khuê Hương, Thụ Lâm, Liễu Khê, Lạc Vượng |
| Uy Tín | Trấn |
| Uy Tín | Trát Tây, Cựu Thành, La Bố, Lân Phượng, Trường An, Miếu Câu, Thủy Điền |
| Uy Tín | Hương |
| Uy Tín | Cao Điền, Tam Đào |
| Uy Tín | Hương dân tộc |
| Uy Tín | Song Hà |
| Thủy Phú | Nhai đạo |
| Thủy Phú | Vân Phú |
| Thủy Phú | Trấn |
| Thủy Phú | Hướng Gia Bá, Thái Bình, Lưỡng Oản |

### Lệ Giang
| Thành phố cấp địa khu Lệ Giang quản lí trực tiếp 5 đơn vị hành chính cấp huyện, bao gồm 1 quận, 2 huyện và 2 huyện tự trị. Các đơn vị hành chính cấp huyện này được chia thành 61 đơn vị hành chính cấp hương, bao gồm 7 nhai đạo, 26 trấn, 17 hương và 11 hương dân tộc. | |
| Cổ Thành | Nhai đạo |
| Cổ Thành | Tây An, Đại Nghiên, Tường Hòa, Thúc Hà, Kim Sơn, Khai Nam, Văn Hóa                                                         |
| Cổ Thành | Trấn |
| Cổ Thành | Kim An, Thất Hà |
| Cổ Thành | Hương |
| Cổ Thành | Đại Đông |
| Cổ Thành | Hương dân tộc |
| Cổ Thành | Kim Giang |
| Vĩnh Thắng | Trấn |
| Vĩnh Thắng | Vĩnh Bắc, Nhân Hòa, Kỳ Nạp, Tam Xuyên, Trình Hải, Đào Nguyên, Lỗ Địa Lạp, Phiến Giác, Thuận Châu                           |
| Vĩnh Thắng | Hương dân tộc |
| Vĩnh Thắng | Dương Bình, Lục Đức, Đông Sơn, Quang Hoa, Tùng Bình, Đại An                                                                |
| Hoa Bình | Trấn |
| Hoa Bình | Trung Tâm, Vinh Tương, Hưng Tuyền, Thạch Long Bá                                                                           |
| Hoa Bình | Hương dân tộc |
| Hoa Bình | Tân Trang, Thông Đạt, Vĩnh Hưng, Thuyền Phòng                                                                              |
| Ngọc Long | Trấn |
| Ngọc Long | Hoàng Sơn, Thạch Cổ, Cự Điện, Bạch Sa, Lạp Thị, Phụng Khoa, Minh Âm                                                        |
| Ngọc Long | Hương |
| Ngọc Long | Thái An, Long Bàn, Lỗ Điện, Tháp Thành, Đại Cụ, Bảo Sơn                                                                    |
| Ngọc Long | Hương dân tộc |
| Ngọc Long | Lê Minh, Thạch Đầu, Cửu Hà                                                                                                 |
| Ninh Lạng | Trấn |
| Ninh Lạng | Đại Hưng, Vĩnh Ninh, Hồng Kiều, Chiến Hà                                                                                   |
| Ninh Lạng | Hương |
| Ninh Lạng | Lạp Bá, Ninh Lợi, Kim Miên, Tây Xuyên, Tây Bố Hà, Vĩnh Ninh Bình, Bào Mã Bình, Thiền Chiến Hà, Tân Doanh Bàn, Lạn Nê Thiến |
| Ninh Lạng | Hương dân tộc |
| Ninh Lạng | Thúy Ngọc |

### Phổ Nhĩ
| Thành phố cấp địa khu Phổ Nhĩ quản lí trực tiếp 10 đơn vị hành chính cấp huyện, bao gồm 1 quận và 9 huyện tự trị. Các đơn vị hành chính cấp huyện này được chia thành 99 đơn vị hành chính cấp hương, bao gồm 1 nhai đạo, 65 trấn, 23 hương và 10 hương dân tộc. | |
| Tư Mao | Nhai đạo |
| Tư Mao | Tư Mao |
| Tư Mao | Trấn |
| Tư Mao | Nam Bình, Ỷ Tượng, Tư Mao Cảng, Lục Thuận                                                                              |
| Tư Mao | Hương dân tộc |
| Tư Mao | Long Đàm, Vân Tiên |
| Ninh Nhĩ | Trấn |
| Ninh Nhĩ | Ninh Nhĩ, Ma Hắc, Đức Hóa, Đồng Tâm, Mãnh Tiên, Mai Tử                                                                 |
| Ninh Nhĩ | Hương |
| Ninh Nhĩ | Đức An, Phổ Nghĩa, Lê Minh                                                                                             |
| Mặc Giang | Trấn |
| Mặc Giang | Liên Châu, Thông Quan, Long Bá, Tân An, Đoàn Điền, Tân Phủ, Cảnh Tinh, Ngư Đường, Văn Vũ, Bá Lưu, Tứ Nam Giang, Nhã Áp |
| Mặc Giang | Hương |
| Mặc Giang | Long Đàm, Na Cáp |
| Mặc Giang | Hương dân tộc |
| Mặc Giang | Mạnh Lộng |
| Cảnh Đông | Trấn |
| Cảnh Đông | Cẩm Bình, Văn Tỉnh, Mạn Loan, Đại Triêu Sơn Đông, Hoa Sơn, Đại Nhai, Thái Trung, Văn Long, An Định, Cảnh Phúc          |
| Cảnh Đông | Hương |
| Cảnh Đông | Mạn Đẳng, Long Nhai, Lâm Nhai                                                                                          |
| Cảnh Cốc | Trấn |
| Cảnh Cốc | Uy Viễn, Vĩnh Bình, Chính Hưng, Dân Nhạc, Phượng Sơn, Cảnh Cốc                                                         |
| Cảnh Cốc | Hương |
| Cảnh Cốc | Bích An, Ích Trí, Bán Pha, Mãnh Ban                                                                                    |
| Trấn Nguyên | Trấn |
| Trấn Nguyên | Ân Nhạc, Án Bản, Mãnh Đại, Giả Đông, Cửu Giáp, Cổ Thành, Chấn Thái, Hòa Bình                                           |
| Trấn Nguyên | Hương |
| Trấn Nguyên | Điền Bá |
| Giang Thành | Trấn |
| Giang Thành | Mãnh Liệt, Chỉnh Đổng, Khúc Thủy, Bảo Tàng, Khang Bình                                                                 |
| Giang Thành | Hương |
| Giang Thành | Quốc Khánh, Gia Hòa |
| Mạnh Liên | Trấn |
| Mạnh Liên | Na Doãn, Mãnh Mã, Mang Tín, Phú Nham                                                                                   |
| Mạnh Liên | Hương |
| Mạnh Liên | Cảnh Tín, Công Tín |
| Lan Thương | Trấn |
| Lan Thương | Mãnh Lãng, Thượng Doãn, Nhu Trát Độ, Huệ Dân, Đông Hồi                                                                 |
| Lan Thương | Hương |
| Lan Thương | Nhu Phúc, Đông Hà, Đại Sơn, Nam Lĩnh, Mộc Kiết, Lạp Ba, Trúc Đường, Phú Bang, Phú Đông                                 |
| Lan Thương | Hương dân tộc |
| Lan Thương | Phát Triển Hà, Khiêm Lục, Tuyết Lâm, Tửu Tỉnh, An Khang, Văn Đông                                                      |
| Tây Minh | Trấn |
| Tây Minh | Mãnh Toa, Mãnh Tạp, Ông Dát Khoa, Trung Khóa, Tân Hán                                                                  |
| Tây Minh | Hương |
| Tây Minh | Nhạc Tống |
| Tây Minh | Hương dân tộc |
| Tây Minh | Lực Sở |

### Lâm Thương
| Thành phố cấp địa khu Lâm Thương quản lí trực tiếp 8 đơn vị hành chính cấp huyện, bao gồm 1 quận, 4 huyện và 3 huyện tự trị. Các đơn vị hành chính cấp huyện này được chia thành 74 đơn vị hành chính cấp hương, bao gồm 2 nhai đạo, 32 trấn, 27 hương và 13 hương dân tộc. |                                                                                    |
| Lâm Tường | Nhai đạo                                                                           |
| Lâm Tường | Phượng Tường, Mang Bạn                                                             |
| Lâm Tường | Trấn                                                                               |
| Lâm Tường | Bác Thượng                                                                         |
| Lâm Tường | Hương                                                                              |
| Lâm Tường | Mã Nghĩ, Chương Đà, Quyển Nội, Mã Đài, Bang Đông                                   |
| Lâm Tường | Hương dân tộc                                                                      |
| Lâm Tường | Nam Mỹ, Bình Thôn                                                                  |
| Phượng Khánh | Trấn                                                                               |
| Phượng Khánh | Phượng Sơn, Lỗ Sử, Tiểu Loan, Doanh Bàn, Tam Xóa Hà, Mãnh Hữu, Tuyết Sơn, Lạc Đảng |
| Phượng Khánh | Hương                                                                              |
| Phượng Khánh | Thi Lễ, Đại Tự                                                                     |
| Phượng Khánh | Hương dân tộc                                                                      |
| Phượng Khánh | Tân Hoa, Yêu Nhai, Quách Đại Trại                                                  |
| Vân | Trấn                                                                               |
| Vân | Ái Hoa, Mạn Loan, Đại Triêu Sơn Tây, Dũng Bảo, Mậu Lan, Hạnh Phúc, Đại Trại        |
| Vân | Hương                                                                              |
| Vân | Hiểu Nhai, Trà Phòng                                                               |
| Vân | Hương dân tộc                                                                      |
| Vân | Mang Hoài, Lật Thụ, Hậu Thiến                                                      |
| Vĩnh Đức | Trấn                                                                               |
| Vĩnh Đức | Đức Đảng, Tiểu Mãnh Thống, Vĩnh Khang                                              |
| Vĩnh Đức | Hương                                                                              |
| Vĩnh Đức | Mãnh Bản, Á Luyện, Ban Tạp, Sùng Cương, Đại Sơn                                    |
| Vĩnh Đức | Hương dân tộc                                                                      |
| Vĩnh Đức | Ô Mộc Long, Đại Tuyết Sơn                                                          |
| Trấn Khang | Trấn                                                                               |
| Trấn Khang | Phượng Vĩ, Mãnh Phủng, Nam Tán                                                     |
| Trấn Khang | Hương                                                                              |
| Trấn Khang | Mang Bính, Mãnh Đôi, Mộc Tràng                                                     |
| Trấn Khang | Hương dân tộc                                                                      |
| Trấn Khang | Quân Tái                                                                           |
| Song Giang | Trấn                                                                               |
| Song Giang | Mãnh Mãnh, Mãnh Khố                                                                |
| Song Giang | Hương                                                                              |
| Song Giang | Sa Hà, Đại Văn, Mang Nhu, Bang Bính                                                |
| Cảnh Mã | Trấn                                                                               |
| Cảnh Mã | Cảnh Mã, Mãnh Vĩnh, Mãnh Tát, Mạnh Định                                            |
| Cảnh Mã | Hương                                                                              |
| Cảnh Mã | Đại Hưng, Tứ Bài Sơn, Hạ Phái, Mãnh Giản                                           |
| Cảnh Mã | Hương dân tộc                                                                      |
| Cảnh Mã | Mang Hồng                                                                          |
| Thương Nguyên | Trấn                                                                               |
| Thương Nguyên | Mãnh Đổng, Nham Soái, Mãnh Tỉnh, Mang Tạp                                          |
| Thương Nguyên | Hương                                                                              |
| Thương Nguyên | Đan Giáp, Nhu Lương, Mãnh Lai, Ban Hồng, Ban Lão                                   |
| Thương Nguyên | Hương dân tộc                                                                      |
| Thương Nguyên | Mãnh Giác                                                                          |

### Sở Hùng
| Châu tự trị dân tộc Di Sở Hùng quản lí trực tiếp 10 đơn vị hành chính cấp huyện, bao gồm 1 thành phố cấp huyện, và 9 huyện. Các đơn vị hành chính cấp huyện này được chia thành 102 đơn vị hành chính cấp hương, bao gồm 64 trấn, 34 hương và 4 hương dân tộc. | |
| Sở Hùng | Trấn |
| Sở Hùng | Lộc Thành, Đông Qua, Lữ Hợp, Tử Khê, Đông Hoa, Tử Ngọ, Thương Lĩnh, Tam Nhai, Bát Giác, Trung Sơn, Tân Thôn, Tây Xá Lộ         |
| Sở Hùng | Hương |
| Sở Hùng | Thụ Tư, Đại Quá Khẩu, Đại Địa Cơ                                                                                               |
| Song Bách | Trấn |
| Song Bách | Thỏa Điện, Đại Trang, Pháp Biểu, Ngạc Gia, Đại Mạch Địa                                                                        |
| Song Bách | Hương |
| Song Bách | An Long Bảo, Ái Ni Sơn, Độc Điền                                                                                               |
| Mưu Định | Trấn |
| Mưu Định | Cộng Hòa, Tân Kiều, Giang Pha, Phượng Truân                                                                                    |
| Mưu Định | Hương |
| Mưu Định | Bàn Miêu, Tuất Nhai, An Nhạc                                                                                                   |
| Nam Hoa | Trấn |
| Nam Hoa | Long Xuyên, Sa Kiều, Ngũ Nhai, Hồng Thổ Pha, Mã Nhai, Thố Nhai                                                                 |
| Nam Hoa | Hương |
| Nam Hoa | Nhất Nhai, La Vũ Trang, Ngũ Đỉnh Sơn                                                                                           |
| Nam Hoa | Hương dân tộc |
| Nam Hoa | Vũ Lộ |
| Diêu An | Trấn |
| Diêu An | Đống Xuyên, Quang Lộc, Tiền Tràng, Di Hưng, Thái Bình, Quan Truân                                                              |
| Diêu An | Hương |
| Diêu An | Thích Trung, Tả Môn, Đại Hà Khẩu                                                                                               |
| Đại Diêu | Trấn |
| Đại Diêu | Kim Bích, Thạch Dương, Lục Tư, Long Nhai, Tân Nhai, Triệu Gia Điếm, Tam Xóa Hà, Quế Hoa                                        |
| Đại Diêu | Hương |
| Đại Diêu | Đàm Hoa, Thiết Tỏa, Tam Đài |
| Đại Diêu | Hương dân tộc |
| Đại Diêu | Loan Bích |
| Vĩnh Nhân | Trấn |
| Vĩnh Nhân | Vĩnh Định, Nghi Tựu, Trung Hòa                                                                                                 |
| Vĩnh Nhân | Hương |
| Vĩnh Nhân | Liên Trì, Duy Đích, Mãnh Hổ |
| Vĩnh Nhân | Hương dân tộc |
| Vĩnh Nhân | Vĩnh Hưng |
| Nguyên Mưu | Trấn |
| Nguyên Mưu | Nguyên Mã, Hoàng Qua Viên, Dương Nhai                                                                                          |
| Nguyên Mưu | Hương |
| Nguyên Mưu | Lão Thành, Vật Mậu, Giang Biên, Tân Hoa, Bình Điền, Lương Sơn, Khương Dịch                                                     |
| Vũ Định | Trấn |
| Vũ Định | Sư Sơn, Cao Kiều, Miêu Nhai, Sáp Điện, Bạch Lộ, Vạn Đức, Kỷ Y                                                                  |
| Vũ Định | Hương |
| Vũ Định | Điền Tâm, Phát Oa, Hoàn Châu                                                                                                   |
| Vũ Định | Hương dân tộc |
| Vũ Định | Đông Pha |
| Lục Phong | Trấn |
| Lục Phong | Kim Sơn, Nhân Hưng, Bích Thành, Cần Phong, Nhất Bình Lãng, Quảng Thông, Hắc Tỉnh, Thổ Quan, Thải Vân, Hòa Bình, Khủng Long Sơn |
| Lục Phong | Hương |
| Lục Phong | Trung Thôn, Cao Phong, Thỏa An                                                                                                 |

### Hồng Hà
| Châu tự trị dân tộc Cáp Nê, Di Hồng Hà quản lí trực tiếp 13 đơn vị hành chính cấp huyện, bao gồm 4 thành phố cấp huyện, 6 huyện và 3 huyện tự trị. Các đơn vị hành chính cấp huyện này được chia thành 135 đơn vị hành chính cấp hương, bao gồm 9 nhai đạo, 64 trấn, 57 hương và 5 hương dân tộc. | |
| Cá Cựu | Nhai đạo |
| Cá Cựu | Thành Khu, Sa Điện, Đại Truân |
| Cá Cựu | Trấn |
| Cá Cựu | Tích Thành, Kê Nhai, Lão Hán, Tạp Phòng, Mạn Háo |
| Cá Cựu | Hương |
| Cá Cựu | Giả Sa, Bảo Hòa |
| Khai Viễn | Nhai đạo |
| Khai Viễn | Nhạc Bạch Đạo, Linh Tuyền |
| Khai Viễn | Trấn |
| Khai Viễn | Trung Hòa Doanh, Tiểu Long Đàm |
| Khai Viễn | Hương |
| Khai Viễn | Dương Nhai, Bi Cách |
| Khai Viễn | Hương dân tộc |
| Khai Viễn | Đại Trang |
| Mông Tự | Nhai đạo |
| Mông Tự | Văn Lan, Vũ Quá Phô, Quan Lan, Văn Tụy |
| Mông Tự | Trấn |
| Mông Tự | Thảo Bá, Tân An Sở, Chỉ Thôn, Minh Thứu, Lãnh Tuyền                                                                                                  |
| Mông Tự | Hương |
| Mông Tự | Thủy Điền, Tây Bắc Lặc |
| Mông Tự | Hương dân tộc |
| Mông Tự | Kỳ Lộ Bạch, Lão Trại |
| Di Lặc | Trấn |
| Di Lặc | Di Dương, Tân Tiếu, Hồng Khê, Trúc Viên, Bằng Phổ, Tuần Kiểm Ti, Tây Nhất, Tây Nhị, Tây Tam                                                          |
| Di Lặc | Hương |
| Di Lặc | Đông Sơn, Ngũ Sơn, Giang Biên |
| Kiến Thủy | Trấn |
| Kiến Thủy | Lâm An, Quan Sảnh, Tây Trang, Thanh Long, Nam Trang, Xóa Khoa, Khúc Giang, Diện Điện                                                                 |
| Kiến Thủy | Hương |
| Kiến Thủy | Phổ Hùng, Lý Hạo Trại, Pha Đầu, Bàn Giang, Lợi Dân, Điện Vĩ                                                                                          |
| Thạch Bình | Trấn |
| Thạch Bình | Dị Long, Bảo Tú, Bá Tâm, Long Bằng, Long Vũ, Tiếu Trùng, Ngưu Nhai                                                                                   |
| Thạch Bình | Hương |
| Thạch Bình | Tân Thành, Đại Kiều |
| Lô Tây | Trấn |
| Lô Tây | Trung Xu, Kim Mã, Cựu Thành, Ngọ Nhai Phô, Bạch Thủy                                                                                                 |
| Lô Tây | Hương |
| Lô Tây | Hướng Dương, Tam Đường, Vĩnh Ninh |
| Nguyên Dương | Trấn |
| Nguyên Dương | Nam Sa, Tân Nhai, Ngưu Giác Trại |
| Nguyên Dương | Hương |
| Nguyên Dương | Sa Lạp Thác, Dát Nương, Thượng Tân Thành, Tiểu Tân Nhai, Phùng Xuân Lĩnh, Đại Bình, Phàn Chi Hoa, Hoàng Mao Lĩnh, Hoàng Thảo Lĩnh, Nga Trát, Mã Nhai |
| Hồng Hà | Trấn |
| Hồng Hà | Dĩ Tát, Giáp Dần, Bảo Hoa, Nhạc Dục, Lãng Đê |
| Hồng Hà | Hương |
| Hồng Hà | Lạc Ân, Thạch Đầu Trại, A Trát Hà, Đại Dương Nhai, Xa Cổ, Giá Xa, Điệt Mã, Tam Thôn                                                                  |
| Lục Xuân | Trấn |
| Lục Xuân | Đại Hưng, Ngưu Khổng, Đại Hắc Sơn, Bình Hà |
| Lục Xuân | Hương |
| Lục Xuân | Qua Khuê, Đại Thủy Câu, Bán Pha, Kỵ Mã Bá, Tam Mãnh                                                                                                  |
| Bình Biên | Trấn |
| Bình Biên | Ngọc Bình, Tân Hiện, Hòa Bình, Bạch Hà |
| Bình Biên | Hương |
| Bình Biên | Bạch Vân, Tân Hoa, Loan Đường |
| Kim Bình | Trấn |
| Kim Bình | Kim Hà, Kim Thủy Hà, Mãnh Lạp, Lão Mãnh |
| Kim Bình | Hương |
| Kim Bình | Đồng Hán, Lão Tập Trại, A Đắc Bác, Sa Y Pha, Đại Trại, Mã An Để, Mãnh Kiều, Doanh Bàn                                                                |
| Kim Bình | Hương dân tộc |
| Kim Bình | Giả Mễ |
| Hà Khẩu | Trấn |
| Hà Khẩu | Hà Khẩu, Nam Khê |
| Hà Khẩu | Hương |
| Hà Khẩu | Lão Phạm Trại, Dao Sơn, Liên Hoa Than |
| Hà Khẩu | Hương dân tộc |
| Hà Khẩu | Kiều Đầu |

### Văn Sơn
| Châu tự trị dân tộc Choang, Miêu Văn Sơn quản lí trực tiếp 8 đơn vị hành chính cấp huyện, bao gồm 1 thành phố cấp huyện và 7 huyện. Các đơn vị hành chính cấp huyện này được chia thành 104 đơn vị hành chính cấp hương, bao gồm 3 nhai đạo, 42 trấn, 43 hương và 16 hương dân tộc. | |
| Văn Sơn | Nhai đạo |
| Văn Sơn | Khai Hóa, Ngọa Long, Tân Bình                                                                                        |
| Văn Sơn | Trấn |
| Văn Sơn | Cổ Mộc, Bình Bá, Mã Đường, Đức Hậu, Tiểu Nhai, Bạc Trúc, Truy Lật Nhai                                               |
| Văn Sơn | Hương |
| Văn Sơn | Tân Nhai, Hỉ Cổ |
| Văn Sơn | Hương dân tộc |
| Văn Sơn | Đông Sơn, Liễu Tỉnh, Bá Tâm, Bỉnh Liệt, Hồng Điện                                                                    |
| Nghiễn Sơn | Trấn |
| Nghiễn Sơn | Giang Na, Bình Viễn, Giá Y, A Mãnh                                                                                   |
| Nghiễn Sơn | Hương |
| Nghiễn Sơn | Bát Dát, Giả Tịch, Bạng Nga                                                                                          |
| Nghiễn Sơn | Hương dân tộc |
| Nghiễn Sơn | A Xá, Duy Ma, Bàn Long, Cán Hà                                                                                       |
| Tây Trù | Trấn |
| Tây Trù | Tây Sái, Hưng Nhai                                                                                                   |
| Tây Trù | Hương |
| Tây Trù | Bạng Cốc, Liên Hoa Đường, Tân Mã Nhai, Bách Lâm, Pháp Đấu, Đổng Mã, Kê Nhai                                          |
| Ma Lật Pha | Trấn |
| Ma Lật Pha | Ma Lật, Đại Bình, Đổng Cán, Thiên Bảo                                                                                |
| Ma Lật Pha | Hương |
| Ma Lật Pha | Hạ Kim Hán, Bát Bố, Lục Hà, Dương Vạn, Thiết Hán, Mã Nhai                                                            |
| Ma Lật Pha | Hương dân tộc |
| Ma Lật Pha | Mãnh Động |
| Mã Quan | Trấn |
| Mã Quan | Mã Bạch, Bát Trại, Nhân Hòa, Mộc Hán, Giáp Hàn Thiến, Tiểu Bá Tử, Đô Long, Kim Hán, Pha Cước                         |
| Mã Quan | Hương |
| Mã Quan | Nam Lao, Đại Lật Thụ, Miệt Hán, Cổ Lâm Thiến                                                                         |
| Khâu Bắc | Trấn |
| Khâu Bắc | Cẩm Bình, Viết Giả, Song Long Doanh                                                                                  |
| Khâu Bắc | Hương |
| Khâu Bắc | Thiên Tinh, Bình Trại, Quan Trại, Ôn Lưu                                                                             |
| Khâu Bắc | Hương dân tộc |
| Khâu Bắc | Bát Đạo Tiếu, Thụ Bì, Nị Cước, Tân Điếm, Xá Đắc                                                                      |
| Quảng Nam | Trấn |
| Quảng Nam | Liên Thành, Bát Bảo, Nam Bình, Châu Nhai, Na Sái, Châu Lâm, Bá Mỹ                                                    |
| Quảng Nam | Hương |
| Quảng Nam | Đồng Bảo, Cựu Mạc, Dương Liễu Tỉnh, Bản Bạng, Thự Quang, Hắc Chi Quả, Triện Giác, Ngũ Châu, Giả Thố, Giả Thái, Để Vu |
| Phú Ninh | Trấn |
| Phú Ninh | Tân Hoa, Quy Triêu, Bác Ải, Lý Đạt, Điền Bồng, Mộc Ương                                                              |
| Phú Ninh | Hương |
| Phú Ninh | Bản Lôn, Cốc Lạp, Giả Tang, Na Năng, A Dụng, Hoa Giáp                                                                |
| Phú Ninh | Hương dân tộc |
| Phú Ninh | Động Ba |

### Tây Song Bản Nạp
| Châu tự trị dân tộc Thái Tây Song Bản Nạp quản lí trực tiếp 3 đơn vị hành chính cấp huyện, bao gồm 1 thành phố cấp huyện và 2 huyện. Các đơn vị hành chính cấp huyện này được chia thành 33 đơn vị hành chính cấp hương, bao gồm 2 nhai đạo, 19 trấn, 5 hương và 7 hương dân tộc. |                                                                                |
| Cảnh Hồng | Nhai đạo                                                                       |
| Cảnh Hồng | Doãn Cảnh Hồng, Giang Bắc                                                      |
| Cảnh Hồng | Trấn                                                                           |
| Cảnh Hồng | Dát Sái, Mãnh Long, Mãnh Hãn, Mãnh Dưỡng, Phổ Văn                              |
| Cảnh Hồng | Hương                                                                          |
| Cảnh Hồng | Cảnh Nột, Đại Độ Cương, Mãnh Vượng                                             |
| Cảnh Hồng | Hương dân tộc                                                                  |
| Cảnh Hồng | Cảnh Cáp, Cơ Nặc Sơn                                                           |
| Mãnh Hải | Trấn                                                                           |
| Mãnh Hải | Mãnh Hải, Đả Lạc, Mãnh Hỗn, Mãnh Già, Mãnh Mãn, Mãnh A                         |
| Mãnh Hải | Hương                                                                          |
| Mãnh Hải | Mãnh Tống, Mãnh Vãng                                                           |
| Mãnh Hải | Hương dân tộc                                                                  |
| Mãnh Hải | Cách Lãng Hòa, Bố Lãng Sơn, Tây Định                                           |
| Mãnh Lạp | Trấn                                                                           |
| Mãnh Lạp | Mãnh Tịch, Mãnh Phủng, Mãnh Mãn, Mãnh Lôn, Ma Hàm, Mãnh Bạn, Quan Luy, Dịch Vũ |
| Mãnh Lạp | Hương dân tộc                                                                  |
| Mãnh Lạp | Tượng Minh, Dao Khu                                                            |

### Đại Lý
| Châu tự trị dân tộc Bạch Đại Lý quản lí trực tiếp 12 đơn vị hành chính cấp huyện, bao gồm 1 thành phố cấp huyện, 8 huyện và 3 huyện tự trị. Các đơn vị hành chính cấp huyện này được chia thành 112 đơn vị hành chính cấp hương, bao gồm 3 nhai đạo, 69 trấn, 29 hương và 11 hương dân tộc. |                                                                                               |
| Đại Lý | Nhai đạo                                                                                      |
| Đại Lý | Hạ Quan, Thái Hòa, Mãn Giang                                                                  |
| Đại Lý | Trấn                                                                                          |
| Đại Lý | Đại Lý, Phượng Nghi, Hỉ Châu, Hải Đông, Oạt Sắc, Loan Kiều, Ngân Kiều, Song Lang, Thượng Quan |
| Đại Lý | Hương dân tộc                                                                                 |
| Đại Lý | Thái Ấp                                                                                       |
| Tường Vân | Trấn                                                                                          |
| Tường Vân | Tường Thành, Sa Long, Vân Nam Dịch, Hạ Trang, Phổ Bằng, Lưu Hán, Hòa Điện, Mễ Điện            |
| Tường Vân | Hương                                                                                         |
| Tường Vân | Lộc Minh                                                                                      |
| Tường Vân | Hương dân tộc                                                                                 |
| Tường Vân | Đông Sơn                                                                                      |
| Tân Xuyên | Trấn                                                                                          |
| Tân Xuyên | Kim Ngưu, Tân Cư, Châu Thành, Đại Doanh, Kê Túc Sơn, Lực Giác, Bình Xuyên, Kiều Điện          |
| Tân Xuyên | Hương dân tộc                                                                                 |
| Tân Xuyên | Chung Anh, Lạp Ô                                                                              |
| Di Độ | Trấn                                                                                          |
| Di Độ | Di Thành, Hồng Nham, Tân Nhai, Dần Nhai, Tư Lực, Mật Chỉ                                      |
| Di Độ | Hương                                                                                         |
| Di Độ | Đức Tư                                                                                        |
| Di Độ | Hương dân tộc                                                                                 |
| Di Độ | Ngưu Nhai                                                                                     |
| Vĩnh Bình | Trấn                                                                                          |
| Vĩnh Bình | Bác Nam, Sam Dương, Long Nhai                                                                 |
| Vĩnh Bình | Hương                                                                                         |
| Vĩnh Bình | Long Môn                                                                                      |
| Vĩnh Bình | Hương dân tộc                                                                                 |
| Vĩnh Bình | Bắc Đấu, Hán Nhai, Thủy Tiết                                                                  |
| Vân Long | Trấn                                                                                          |
| Vân Long | Nặc Đặng, Công Quả Kiều, Tào Giản, Bạch Thạch                                                 |
| Vân Long | Hương                                                                                         |
| Vân Long | Bảo Phong, Quan Bình, Trường Tân, Kiểm Tào, Dân Kiến                                          |
| Vân Long | Hương dân tộc                                                                                 |
| Vân Long | Đoàn Kết, Miêu Vũ                                                                             |
| Nhĩ Nguyên | Trấn                                                                                          |
| Nhĩ Nguyên | Sài Bích Hồ, Đặng Xuyên, Hữu Sở, Tam Doanh, Phượng Vũ, Kiều Hậu                               |
| Nhĩ Nguyên | Hương                                                                                         |
| Nhĩ Nguyên | Ngưu Nhai, Luyện Thiết, Tây Sơn                                                               |
| Kiếm Xuyên | Trấn                                                                                          |
| Kiếm Xuyên | Kim Hoa, Lão Quân Sơn, Điện Nam, Sa Khê, Mã Đăng                                              |
| Kiếm Xuyên | Hương                                                                                         |
| Kiếm Xuyên | Dương Sầm, Di Sa, Tượng Đồ                                                                    |
| Hạc Khánh | Trấn                                                                                          |
| Hạc Khánh | Vân Hạc, Tân Truân, Tùng Quế, Hoàng Bình, Thảo Hải, Tây Ấp, Long Khai Khẩu                    |
| Hạc Khánh | Hương                                                                                         |
| Hạc Khánh | Kim Đôn                                                                                       |
| Hạc Khánh | Hương dân tộc                                                                                 |
| Hạc Khánh | Lục Hợp                                                                                       |
| Dạng Tỵ | Trấn                                                                                          |
| Dạng Tỵ | Thương Sơn Tây, Dạng Giang, Bình Pha, Thuận Tỵ                                                |
| Dạng Tỵ | Hương                                                                                         |
| Dạng Tỵ | Phú Hằng, Thái Bình, Ngõa Hán, Long Đàm, Kê Nhai                                              |
| Nam Giản | Trấn                                                                                          |
| Nam Giản | Nam Giản, Tiểu Loan Đông, Công Lang, Bảo Hoa, Vô Lượng Sơn                                    |
| Nam Giản | Hương                                                                                         |
| Nam Giản | Ủng Thúy, Nhạc Thu, Bích Khê                                                                  |
| Nguy Sơn | Trấn                                                                                          |
| Nguy Sơn | Nam Chiếu, Miếu Nhai, Đại Thương, Vĩnh Kiến                                                   |
| Nguy Sơn | Hương                                                                                         |
| Nguy Sơn | Nguy Bảo Sơn, Mã An Sơn, Tử Kim, Ngũ Ấn, Ngưu Nhai, Thanh Hoa                                 |

### Đức Hoành
| Châu tự trị dân tộc Thái, Cảnh Pha Đức Hoành quản lí trực tiếp 5 đơn vị hành chính cấp huyện, bao gồm 2 thành phố cấp huyện và 3 huyện. Các đơn vị hành chính cấp huyện này được chia thành 51 đơn vị hành chính cấp hương, bao gồm 1 nhai đạo, 23 trấn, 22 hương và 5 hương dân tộc. |                                                                                        |
| Thụy Lệ | Trấn                                                                                   |
| Thụy Lệ | Mãnh Mão, Uyển Đinh, Lộng Đảo                                                          |
| Thụy Lệ | Hương                                                                                  |
| Thụy Lệ | Tả Tương, Hộ Dục, Mãnh Tú                                                              |
| Mang | Nhai đạo                                                                               |
| Mang | Mãnh Hoán                                                                              |
| Mang | Trấn                                                                                   |
| Mang | Mang Thị, Già Phóng, Mãnh Kiết, Mang Hải, Phong Bình                                   |
| Mang | Hương                                                                                  |
| Mang | Hiên Cương, Giang Đông, Tây Sơn, Trung Sơn, Ngũ Xóa Lộ                                 |
| Mang | Hương dân tộc                                                                          |
| Mang | Tam Đài Sơn                                                                            |
| Lương Hà | Trấn                                                                                   |
| Lương Hà | Già Đảo, Mang Đông, Mãnh Dưỡng                                                         |
| Lương Hà | Hương                                                                                  |
| Lương Hà | Bình Sơn, Tiểu Hán, Đại Hán, Hà Tây                                                    |
| Lương Hà | Hương dân tộc                                                                          |
| Lương Hà | Cửu Bảo, Nẵng Tống                                                                     |
| Doanh Giang | Trấn                                                                                   |
| Doanh Giang | Bình Nguyên, Cựu Thành, Na Bang, Lộng Chương, Trản Tây, Tạp Trường, Tích Mã, Thái Bình |
| Doanh Giang | Hương                                                                                  |
| Doanh Giang | Tân Thành, Du Tùng Lĩnh, Mang Chương, Chi Na, Mãnh Lộng, Đồng Bích Quan                |
| Doanh Giang | Hương dân tộc                                                                          |
| Doanh Giang | Tô Điển                                                                                |
| Lũng Xuyên | Trấn                                                                                   |
| Lũng Xuyên | Chương Phượng, Lũng Bả, Cảnh Hãn, Thành Tử                                             |
| Lũng Xuyên | Hương                                                                                  |
| Lũng Xuyên | Hộ Quốc, Thanh Bình, Vương Tử Thụ, Mãnh Ước                                            |
| Lũng Xuyên | Hương dân tộc                                                                          |
| Lũng Xuyên | Hộ Tát                                                                                 |

### Nộ Giang
| Châu tự trị dân tộc Lật Túc Nộ Giang quản lí trực tiếp 4 đơn vị hành chính cấp huyện, bao gồm 1 thành phố cấp huyện, 1 huyện và 2 huyện tự trị. Các đơn vị hành chính cấp huyện này được chia thành 29 đơn vị hành chính cấp hương, bao gồm 13 trấn, 14 hương và 2 hương dân tộc. |                                                                  |
| Lô Thủy | Trấn                                                             |
| Lô Thủy | Lục Khố, Lỗ Chưởng, Phiến Mã, Thượng Giang, Lão Oa, Đại Hưng Địa |
| Lô Thủy | Hương                                                            |
| Lô Thủy | Xưng Can, Cổ Đăng                                                |
| Lô Thủy | Hương dân tộc                                                    |
| Lô Thủy | Lạc Bản Trác                                                     |
| Phúc Cống | Trấn                                                             |
| Phúc Cống | Thượng Mạt                                                       |
| Phúc Cống | Hương                                                            |
| Phúc Cống | Tử Lý Giáp, Giá Khoa Để, Lộc Mã Đăng, Thạch Nguyệt Lượng, Mã Cát |
| Phúc Cống | Hương dân tộc                                                    |
| Phúc Cống | Thất Hà                                                          |
| Cống Sơn | Trấn                                                             |
| Cống Sơn | Tỳ Khai, Bính Trung Lạc                                          |
| Cống Sơn | Hương                                                            |
| Cống Sơn | Phủng Đương, Phổ Lạp Để, Độc Long Giang                          |
| Lan Bình | Trấn                                                             |
| Lan Bình | Kim Đỉnh, Lạp Tỉnh, Doanh Bàn, Thông Điện                        |
| Lan Bình | Hương                                                            |
| Lan Bình | Hà Tây, Trung Bài, Thạch Đăng, Thố Nga                           |

### Địch Khánh
| Châu tự trị dân tộc Tạng Địch Khánh quản lí trực tiếp 3 đơn vị hành chính cấp huyện, bao gồm 1 thành phố cấp huyện, 1 huyện và 1 huyện tự trị. Các đơn vị hành chính cấp huyện này được chia thành 29 đơn vị hành chính cấp hương, bao gồm 9 trấn, 17 hương và 3 hương dân tộc. |                                                                                |
| Shangri-La (Hương Cách Lý Lạp) | Trấn                                                                           |
| Shangri-La (Hương Cách Lý Lạp) | Kiến Đường, Tiểu Trung Điện, Hổ Khiêu Hạp, Kim Giang                           |
| Shangri-La (Hương Cách Lý Lạp) | Hương                                                                          |
| Shangri-La (Hương Cách Lý Lạp) | Thượng Giang, Lạc Cát, Ni Tây, Cách Cha, Đông Vượng, Ngũ Cảnh                  |
| Shangri-La (Hương Cách Lý Lạp) | Hương dân tộc                                                                  |
| Shangri-La (Hương Cách Lý Lạp) | Tam Bá                                                                         |
| Dêqên (Đức Khâm) | Trấn                                                                           |
| Dêqên (Đức Khâm) | Thăng Bình, Bôn Tử Lan                                                         |
| Dêqên (Đức Khâm) | Hương                                                                          |
| Dêqên (Đức Khâm) | Phật Sơn, Vân Lĩnh, Yến Môn, Dương Lạp                                         |
| Dêqên (Đức Khâm) | Hương dân tộc                                                                  |
| Dêqên (Đức Khâm) | Tha Đỉnh, Hà Nhược                                                             |
| Duy Tây | Trấn                                                                           |
| Duy Tây | Bảo Hòa, Diệp Chi, Tháp Thành                                                  |
| Duy Tây | Hương                                                                          |
| Duy Tây | Vĩnh Xuân, Phàn Thiên Các, Bạch Tế Tấn, Khang Phổ, Ba Địch, Trung Lộ, Duy Đăng |